# Wiler
Wiler és un municipi del cantó suís del Valais, situat al Semidistricte de Raron Occidental.